# Rhabdiopteryx christinae
Rhabdiopteryx christinae är en bäcksländeart som beskrevs av Günther Theischinger 1975. Rhabdiopteryx christinae ingår i släktet Rhabdiopteryx och familjen vingbandbäcksländor. Inga underarter finns listade i Catalogue of Life.